# Rhabdotis darfurensis
Rhabdotis darfurensis är en skalbaggsart som beskrevs av Legrand 2011. Rhabdotis darfurensis ingår i släktet Rhabdotis och familjen Cetoniidae. Inga underarter finns listade i Catalogue of Life.